# Ciril V
Ciril V (en grec Κύριλλος Ε') va ser patriarca de Constantinoble dues vegades, la primera de l'any 1748 al 1751 i la segona del 1752 al 1757.
Havia estat metropolità de Mèlnik (1737-1745) i de Nicomèdia (1745-1748), i va ser nomenat patriarca de Constantinoble el 1748. Era una persona molt culta i portava una vida ascètica. Tenia un especial interès per l'educació i per limitar la propaganda de l'Església llatina.
Va ser destituït del tron patriarcal on s'hi va reincorporar Paisi II, però va tornar a ocupar-lo quan Paisi II va renunciar al càrrec, amb l'avinentesa del poble. L'any 1757 va ser deposat i exiliat a Xipre, però va tornar el 1763 a Constantinoble amb la intenció de recuperar el tron. Llavors va ser excomunicat i enviat a Terra Santa, on va viure fins a la seva mort l'any 1775.